# 初步聆訊
在普通法司法管轄區，初步聆訊（preliminary hearing）、初步訊問（preliminary examination）或初級偵訊（preliminary inquiry）是指在檢控官提出刑事檢控後釐定是否有足夠的證據要求審訊的程序。在聆訊中，被告人可委託律師協助。

## 加拿大
在加拿大，初步聆訊通常稱為初級偵訊（preliminary inquiry）。在初級偵訊期間，法庭會聆訊以釐定是否有足夠的證據使審訊有理由進行。只有當被告人被控犯有可公訴罪行時，才會舉行初級偵訊。檢控官可傳召證人。如證據不足，法院將駁回控罪。
在2016年女皇訴佐敦案（R v Jordan）判決中，加拿大最高法院對官方提出刑事案件審訊施加時效限制。在此之後，官方更多使用公訴程序。

## 蘇格蘭
在蘇格蘭，在高等法院審理的案件中，初步聆訊是一種非證據性的會議。這是一個審訊前的會議，令法庭能夠獲悉控辯雙方是否準備好進行審訊，也可以處理輔助程序事項。

## 備註
1. ↑  . www.elegislation.gov.hk. 電子版香港法例.   [2022-08-20].
2. ↑  . www.elegislation.gov.hk. 電子版香港法例.   [2022-08-20]. （原始内容存档 (PDF)于2016-08-20）.
3. ↑  . www.elegislation.gov.hk. 電子版香港法例.   [2022-08-20]. （原始内容存档 (PDF)于2016-08-20）.
4. ↑  . Department of Justice.   [17 May 2020]. （原始内容存档于2023-02-13）.
5. ↑  Hasham, Alyshah. . Toronto Star. October 16, 2016  [2022-08-20]. （原始内容存档于2023-02-13）.
6. ↑  . UnlockTheLaw. Glasgow Law Practice.   [15 September 2017]. （原始内容存档于2023-02-13）.